# Monica Lindstedt
Monica Ann Lindstedt, född 4 juli 1953, är en svensk ekonom och entreprenör.
Monica Lindstedt växte upp i Italien, Tyskland och USA och utbildade sig till civilekonom på Handelshögskolan i Stockholm och påbörjade studier på doktorandnivå i organisationsteori och ledarskap. Hon arbetade därefter med Kooperativa Förbundets traineeutbildning i Saltsjöbaden.
Hon var 1988–1991 vd för tidningen Folket i Eskilstuna. Hon var i början av 1990-talet vd på Fackpressförlaget inom Bonnierkoncernen och medverkade i att börja ge ut Dagens Medicin. Åren från 1992 planerade hon för och var en av grundarna till Metro, som lanserades 1995. 
Monica Lindstedt grundade 1996 Hemfrid i Sverige AB, där hon var vd till 2002, och därefter varit styrelseordförande. Hon föder upp hästar på Stjärnbro gård i Södermanland.
Hon belönades 2006 tillsammans med de tre andra Metro-grundarna Robert Braunerhielm, Pelle Anderson och Jörgen Widsell med Hans Majestäts Konungens medalj av 8:e storleken för att ha grundat Sveriges första gratisutdelade nyhetstidning.